# قهرمان دانشکده
قهرمان دانشکده (انگلیسی: The College Hero) یک فیلم کمدی صامت به کارگردانی والتر لنگ است که در سال ۱۹۲۷ منتشر شد.

## بازیگران
- پولین گارون
- بن ترپین
- رابرت اگنیو
- رکس لیزینگ
- جون استندینگ